# Суррейська залізниця
Суррейська залізниця (англ. Surrey Iron Railway) — перша в Англії і, можливо, у світі залізниця загального використання. Введена в дію 1803 року у графстві Суррей, на південь від Лондона, використовувалася до 1846 року. Для перевезення вагонів використовувалася кінська тяга.
До появи Суррейської залізниці у Британії вже існували рейкові колійні залізниці з кінською тягою. Використання рейок полегшувало роботу коням, дозволяло перевозити більші вантажі, ніж на звичайній ґрунтовій дорозі, робило перевезення вантажів незалежним від примх погоди. Однак, використання всіх цих залізниць було обмежене обслуговуванням лише окремих компаній, яким вони належали, і перевезення здійснювалися на невеликі відстані. Такими залізницями перевозили вугілля або руду від копалень. Суррейська залізниця була першою залізницею для загального використання, на якій перевозили не лише різноманітні товари різних виробників, а й пасажирів.
1799 року було запропоновано збудувати канал у графстві Суррей завдовжки 8 миль (12,9 км) для перевезення товарів між містами Кройдон і Вондсворт, що на березі Темзи. Однак, план виявився непрактичним через нестачу води і через вапняки, що робило будівництво каналу занадто важким.
Через ці проблеми плани було змінено і запропоновано замість каналу збудувати залізницю. 1801 року парламент прийняв акт про будівництво Суррейської залізниці. 26 липня 1803 року вона розпочала роботу.
Залізниця мала дві колії, отож рух можливий був відразу у двох напрямках. Рейки являли собою L-подібні у профілі планки, зроблені з чавуну. Вони закріплювалися на камінних стовпчиках. На залізниці використовувалася кінська тяга. Один кінь перевозив відразу до п'яти вагонів вагою до 20 т зі швидкістю 3 — 4 милі/год (4 — 6, 4 км/год).
1823 року власники залізниці спробували використати паровоз на своїй залізниці, але чавунні рейки не витримували ваги паровозу й ламалися. На залізницях з паровозною тягою, що почали з'являтися у той час, використовували рейки переважно не з ламкого чавуну, а з більш міцного ковкого заліза.